# Sudamericano de Rugby B 2007
El Sudamericano de Rugby B del 2007 contó con la participación de los equipos afiliados al Confederación Sudamericana de Rugby y se disputó en noviembre en la ciudad de Lima en Perú. Todos los partidos se jugaron en las instalaciones del Colegio Newton.

## Equipos participantes
- Selección de rugby de Brasil (Los Vitória-régia)
- Selección de rugby de Colombia (Los Tucanes)
- Selección de rugby de Perú (Los Tumis)
- Selección de rugby de Venezuela (Las Orquídeas)

## Posiciones
| Pos. | Equipo    | Encuentros | Encuentros | Encuentros | Encuentros | Tantos  | Tantos    | Tantos     | Puntos Bonus | Puntos Totales |
| Pos. | Equipo    | jugados    | ganados    | empatados  | perdidos   | a favor | en contra | diferencia | Puntos Bonus | Puntos Totales |
| ---- | --------- | ---------- | ---------- | ---------- | ---------- | ------- | --------- | ---------- | ------------ | -------------- |
| 1    | Brasil    | 3          | 3          | 0          | 0          | 116     | 25        | + 91       | 3            | 12             |
| 2    | Perú      | 3          | 2          | 0          | 1          | 52      | 41        | + 11       | 1            | 8              |
| 3    | Colombia  | 3          | 1          | 0          | 2          | 45      | 69        | - 24       | 2            | 7              |
| 4    | Venezuela | 3          | 0          | 0          | 3          | 28      | 106       | - 78       | 0            | 3              |

Nota: Se otorgan 3 puntos al equipo que gane un partido, 2 al que empate, 1 al que pierda y 0 por w/o
Puntos Bonus: 1 punto por convertir 4 tries o más en un partido y 1 al equipo que pierda por no más de 7 tantos de diferencia

## Resultados

### Primera fecha
| 4 de noviembre | Brasil | 24 - 15 | Perú | cancha del Colegio Newton, Lima, Perú |  |

| 4 de noviembre | Colombia | 33 - 13 | Venezuela | cancha del Colegio Newton, Lima, Perú |  |

### Segunda fecha
| 7 de noviembre | Brasil | 49 - 7 | Venezuela | cancha del Colegio Newton, Lima, Perú |  |

| 7 de noviembre | Perú | 13 - 9 | Colombia | cancha del Colegio Newton, Lima, Perú |  |

### Tercera fecha
| 10 de noviembre | Perú | 24 - 8  | Venezuela | cancha del Colegio Newton, Lima, Perú |  |
|                 |      | Reporte |           |                                       |  |

| 10 de noviembre | Brasil | 43 - 3  | Colombia | cancha del Colegio Newton, Lima, Perú |  |
|                 |        | Reporte |          |                                       |  |

| Bandera de Brasil |
| Campeón Brasil    |
| Quinto título     |